# Cibao
Norte (ook: Cibao) is een van de drie macroregio's in de Dominicaanse Republiek die laatst gewijzigd zijn bij decreet 710-04 van 30/07/2004. Macroregio Norte omvat ongeveer het hele noordelijke deel van het land. In 2016 was de bevolkingsomvang 3,4 miljoen inwoners over 19.000 km².

## Geschiedenis
Cibao is een Taíno woord en betekent "gebied met veel rotsen". Het werd oorspronkelijk gebruikt voor de Cordillera Central en later, tijdens de Spaanse verovering, als aanduiding voor de rijke en vruchtbare Cibaovallei tussen de centrale en noordelijke bergketens.
Om de industrialisatie op regionaal niveau in goede banen te leiden, werd op 7 april 1962 de Asociación de Industrias de la República Dominicana (AIRD) (Associatie van Industrieën van de Dominicaanse Republiek) opgericht.

## Geografie
Macroregio Norte omvat het noordelijke deel van de Dominicaanse Republiek, vanaf de noordkust bij de Atlantische Oceaan, tot de Cordillera Central in het midden van het land en van de grens met Haïti in het westen tot en met de provincie Samaná in het oosten.
De macroregio is onderverdeeld in vier (gewone) regio's die samen veertien provincies omvatten:
- Cibao Norte (I)
- Cibao Sur (II)
- Cibao Nordeste (III)
- Cibao Noroeste (IV).

## Economie
De economisch sterke macroregio Norte heeft mede dankzij de sterke oude industriële familiebedrijven grote economische en sociale invloed op het gebied.
Enkele bedrijven daar bestaan al vanaf het midden van de 19e eeuw, waaronder J. Armando Bermúdez sinds 1852, en Brugal y Compañía sinds 1888. Vooral in het noorden en noordwesten van deze regio is de productie van rum, snuif(tabak), suiker, cementblokken en -buizen, rubberproducten en blikjes sterk geïndustrialiseerd. Ook distilleerderijen, agribusiness en de grafische industrie zijn sterk geïndustrialiseerd.
- Virtual International Authority File: 151680799